# 陸演隊
有限会社陸演隊（りくえんたい）は、かつて存在した日本のアニメ制作会社。練馬アニメーション協議会副代表幹事。

## 概要・沿革
東京ムービー新社（現：トムス・エンタテインメント）等で演出をしていたアニメーション監督、演出家の岡尾貴洋が『綾音ちゃんハイキック!』の制作を目的に1995年に設立したアニメ制作会社である。同社はOVAの制作が中心であり、テレビシリーズ等の場合は下請けで参加するほうが多い。
社名は、中岡慎太郎が作った「陸援隊」から来ており、「社会（陸）の中の良質な作品（演）創りを目指す会社（隊）」という意味が込められている。
2012年6月6日、東京地方裁判所から破産手続開始の決定を受け、倒産した。

## 作品履歴

### OVA
- 綾音ちゃんハイキック! （1996年）
- Memories Offシリーズ
  - Memories Off 2nd （ピクチャーマジックと共同制作、2003年）
  - Memories Off 3.5 想い出の彼方へ （ピクチャーマジックと共同制作、2004年）
  - Memories Off 3.5 祈りの届く刻… （ピクチャーマジックと共同制作、2004年）
- 夏色の砂時計 （ピクチャーマジックと共同制作、2004年）
- _summer （2006年-2007年）

### 制作協力
- D4プリンセス （制作元請：童夢、各話制作協力、1999年）
- 週刊ストーリーランド （制作元請：シンエイ動画、各話制作協力、1999年-2001年）
- センチメンタルグラフティ2 （アニメーションパート制作協力、2000年）
- コスモウォーリアー零 （制作元請：ベガエンタテイメント、各話制作協力、2001年）
- バビル2世（新） （制作元請：ベガエンタテイメント、各話制作協力、2001年）
- HUNTER×HUNTER ORIGINAL VIDEO ANIMATION （制作元請：日本アニメーション、各話制作協力、2002年）
- ガンフロンティア （制作元請：ベガエンタテインメント、各話制作協力、2002年-2003年）
- SUBMARINE SUPER 99 （制作元請：ベガエンタテイメント、各話制作協力、2003年）
- ラムネ （制作元請：トライネットエンタテインメント・ピクチャーマジック、発注元：ラディクスエースエンタテインメント、各話制作協力、2004年）
- W〜ウィッシュ〜 （制作元請：トライネットエンタテインメント・ピクチャーマジック、制作協力、2004年-2005年）
- ドラえもん （制作元請：シンエイ動画、各話制作協力、2005年）
- 機動新撰組 萌えよ剣 TV （制作元請：トライネットエンタテインメント・ピクチャーマジック、制作協力、2005年）
- 怪 〜ayakashi〜 （制作元請：東映アニメーション、各話制作協力、2006年）
- 鍵姫物語 永久アリス輪舞曲 （制作元請：トライネットエンタテインメント・ピクチャーマジック、各話制作協力、2006年）
- Soul Link （制作元請：ピクチャーマジック、制作協力、2006年）
- 蒼天の拳 （制作元請：蒼天スタジオ、各話制作協力、2006年）
- ロケットガール （制作元請：ムークDLE、各話制作協力、2007年）
- 西洋骨董洋菓子店 〜アンティーク〜 （制作元請：日本アニメーション・白組、各話制作協力、2008年）
- 黒執事 （制作元請：A-1 Pictures、各話制作協力、2008年）